# Arandové
Arandové (psáno také Arrernte) je kmen původních Austrálců (Aborigines), obývající australské vnitrozemí okolo města Alice Springs (arandsky Mparntwe). Mají vlastní samosprávu Arrernte Council of Central Australia Aboriginal Corporation, dělí se tři podskupiny hovořící odlišnými dialekty: střední, západní a východní.
Odhaduje se, že Arandové obývají své území již čtyřicet tisíc let. Žili v patrilokálních klanech, vyznávali totemismus, uctívali posvátná místa, kde sídlily duše předků. Významnou roli hrála čaringa, bohatě vyřezávaná a malovaná dřevěná nebo kamenná deska, kterou vlastnil každý člověk jako ochranný talisman. Když se čaringa přiváže na provaz a roztočí, vydává hlasité bzučení, sloužící k dorozumívání na dálku. Arandové věří, že současnému světu předcházela alcheringa (čas snů), kdy nadpřirozené bytosti stvořily z původního materiálu zvaného inapertwa všechny živé bytosti. Významnou roli ve společnosti hráli šamani, jejichž odznakem byla kouzelná hůlka ullinka.

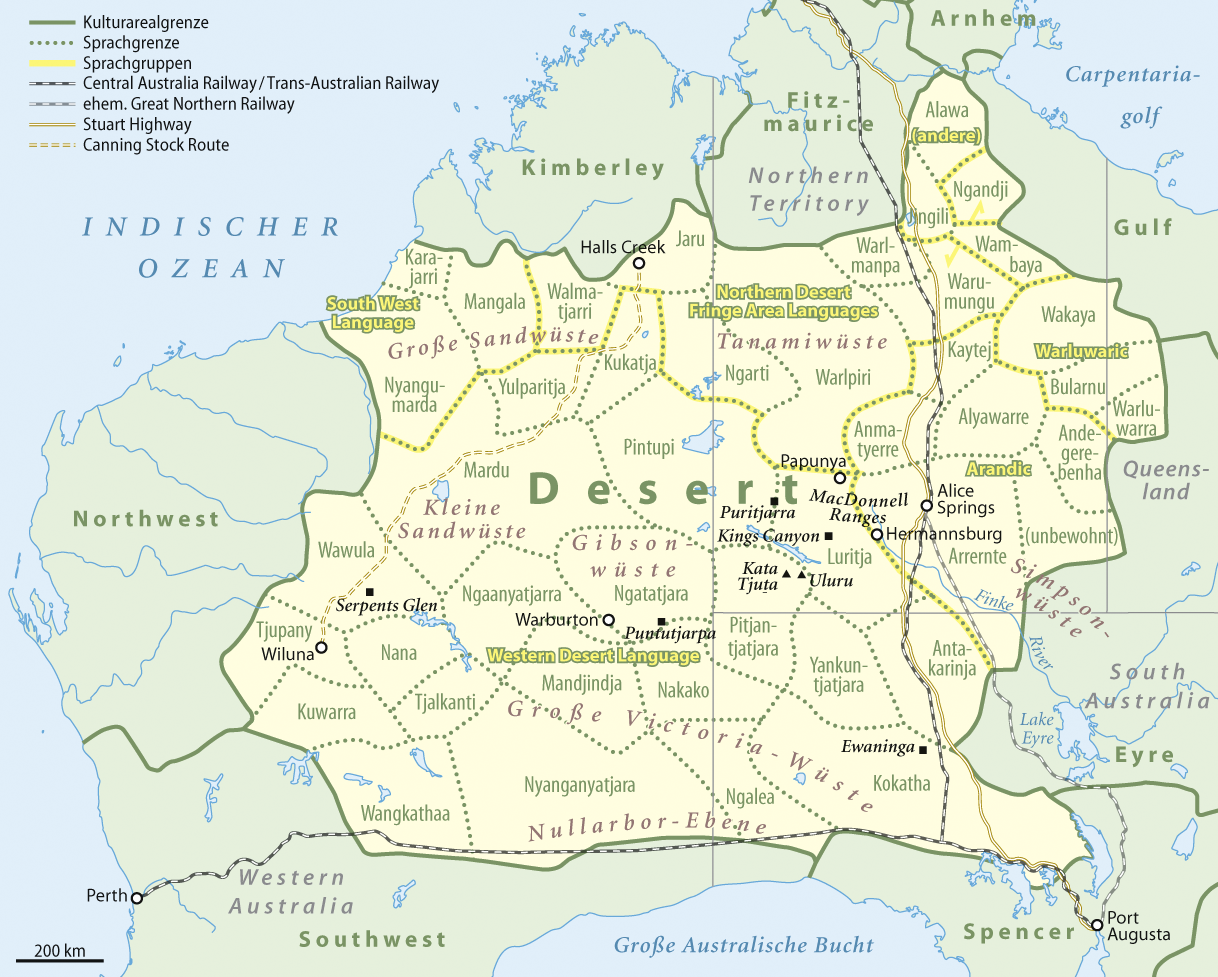
Země Arandů na mapě Austrálie

Často válčili se svými západními sousedy Loridji, jejich zbraněmi byly dlouhé oštěpy opatřené vrhačem woomera a zobákový bumerang zvaný ilya ilporkita. Živili se lovem a sběrem, po příchodu bělochů se z mnohých Arandů stali honáci koní, významným zdrojem příjmů je i turistika. V době kontaktu s evropskou civilizací se počet Arandů odhadoval na dva tisíce osob, do poloviny 20. století klesl na 400, od té doby se opět zvyšuje. Mluvčích arandštiny je okolo tří tisíc, kromě toho žije v Alice Springs a okolí několik tisíc arandských míšenců. Od původního náboženství přešla značná část Arandů na křesťanství. Známými Arandy byli výtvarník Albert Namatjira, herec Steve Dodd a lingvistka Veronica Perrule Dobsonová.
Český cestovatel Josef Ladislav Erben, který pobýval mezi Arandy v letech před druhou světovou válkou, o nich píše: „Velké brašny ze stromové kůry, užívané k nošení dětí, kabelky z rostlinných vláken, náramky a náhrdelníky z krásně červených pecek nebo zvířecích zubů, obřadní ozdoby z peří doplňují seznam předmětů, užívaných po celé generace lidmi, udivujícími nás svými schopnostmi žít ve vyprahlé divočině, v níž nejeden z evropských přistěhovalců zemřel hladem a žízní. Arandové nejenže dokázali ve své nehostinné domovině žít po staletí, ale jsou dnes považováni za nejnadanější malíře australských pustin. Obrazy na skalních stěnách a ornamenty skládané z různobarevných kaménků a semen na uhlazeném písku dokazují, že tito lidé mají značně rozvinuté výtvarné nadání a vkus.“